# Orde van de Arbeid (Roemenië)

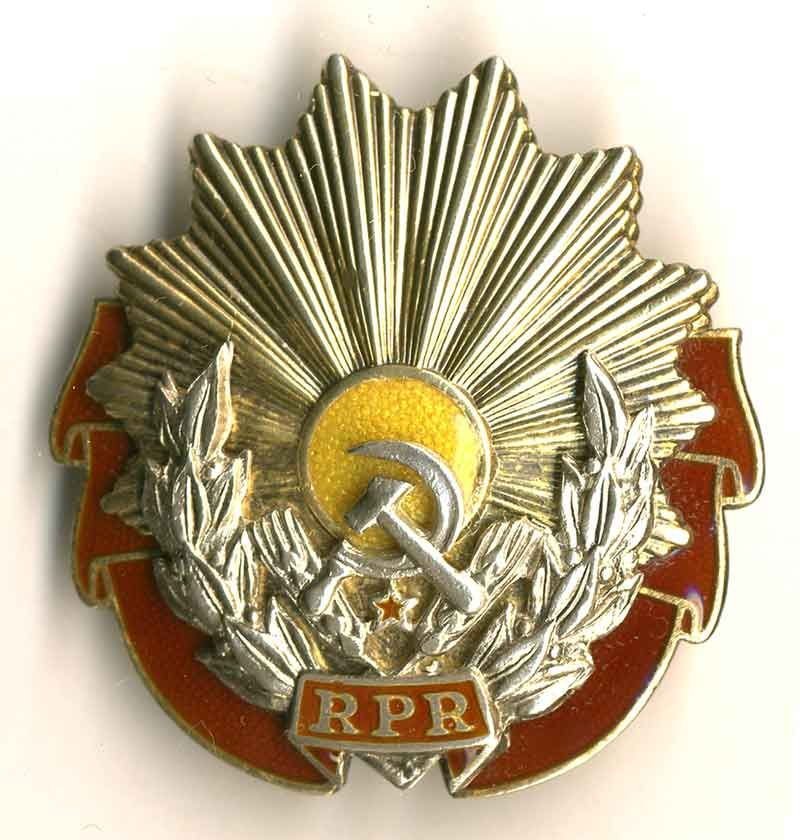
Het insigne eerste klasse.
De letters RPR staan voor
Republica Populară Romînă (Roemeense Volksrepubliek), de naam van Roemenië van 1947 tot 1965

De Orde van de Arbeid was een van de socialistische orden van de Socialistische Republiek Roemenië, een communistisch regime. Na de val van het communisme in Oost-Europa werd de orde niet meer uitgereikt en op 8 januari 1998 schafte Roemenië de in 1948 ingestelde orde af.
De communistische regering verleende de drie graden (klassen) van de orde zo vaak dat de orde sterk in aanzien daalde. Het bezit gaf recht op een aantal kleine voordelen, bijvoorbeeld bij het zoeken van een huurwoning. De op de borst gespelde versierselen zijn van goedkoop materiaal, maar voor hoge ambtenaren werden soms vergulde zilveren exemplaren vervaardigd.
Orde van Michaël de Dappere ·
Orde van Carol I ·
Koninklijke Bene Merenti Orde ·
Orde van de Ster van Roemenië ·
Herinneringskruis voor Dames ·
Orde van het Kruis van Koningin Maria ·
Orde van Verdienste ·
Orde voor Trouwe Dienst ·
Orde van Verdienste voor de Landbouw ·
Orde van de Kroon van Roemenië ·
Orde van Ferdinand I ·
Orde voor Culturele Verdienste ·
Ereteken van de Roemeense Adelaar ·
Orde voor Dappere Vliegeniers ·
Orde van de Ster van de Volksrepubliek Roemenië ·
Held van de Socialistische Republiek Roemenië ·
Heldenmoeder van de Socialistische Republiek Roemenië ·
Held van de Socialistische Arbeid ·
Orde van de Overwinning van het Socialisme ·
Orde van Wetenschappelijke Verdienste ·
Orde van Medische Verdienste ·
Orde van Tudor Vladimirescu ·
Orde van de Ster van de Socialistische Republiek Roemenië ·
Orde van de Arbeid ·
Held van de Nieuwe Agrarische Revolutie

Zie ook: Ridderorden in Roemenië